# Discodermia vermicularis
Discodermia vermicularis är en svampdjursart som beskrevs av Döderlein 1884. Discodermia vermicularis ingår i släktet Discodermia och familjen Theonellidae.
Artens utbredningsområde är havet kring Japan. Inga underarter finns listade i Catalogue of Life.